# 單耳耳機 (平井堅單曲)
《單耳耳機》（日语：／羅馬拼音：），日本男歌手平井堅的第2張單曲。1995年6月21日發行。

## 概述
- 平井堅1995年出道的第二張單曲，首張專輯《un-balanced》先行單曲。
- 與前作的出道單曲《Precious Junk》相隔約一個月後發行。
- 2000年10月1日重新發行CD版。

## 收錄曲目
1. 單耳耳機
  - 作詞：平井堅／作曲：平井堅、山下俊／編曲：羽田一郎、松浦晃久
  - 朝日電視台節目《VIDEO JAM》片頭曲
2. 捉迷藏
  - 作詞：平井堅／作曲：平井堅、山下俊／編曲：武部聰志
3. 單耳耳機（Original Karaoke）

## 外部連結
- Sony Music的作品介紹
  - 通常盤（页面存档备份，存于）